# Lumbayanague
Lumbayanague ist eine philippinische Stadtgemeinde in der Provinz Lanao del Sur. Sie hat 16.372 Einwohner (Zensus 1. August 2015).

## Baranggays
Lumbayanague ist politisch in 22 Baranggays unterteilt.
| - Bagoaingud - Balaigay - Bualan - Cadingilan - Casalayan - Dala (Dalama) - Dilimbayan - Cabuntungan - Lamin - Diromoyod - Kabasaran (Pob.) | - Nanagun - Mapantao-Balangas - Miniros - Pantaon - Pindolonan - Pitatanglan - Poctan - Singcara - Wago - Cadayonan - Cadingilan A |